# Sommer auf drei Rädern
Sommer auf drei Rädern ist ein Fernsehfilm des Regisseurs Marc Schlegel aus dem Jahr 2022. In der Hauptrolle verkörpert Jakob Schmidt den Außenseiter Flake, der sich einseitig in die Schulschönheit Leonie verliebt.

## Handlung
Der unsichere, schüchterne Flake scheitert daran, seiner Mitschülerin Leonie seine Liebe zu erklären. Als er die Schuld an einem gemeinsamen Autounfall auf sich nimmt, um Leonie zu schützen, trifft er bei seinen Sozialstunden auf die Kleinkriminelle Kim, die von ihrem Freund dazu überredet wurde, eine große Menge Kokain nach Bregenz zu transportieren. Gemeinsam fahren sie Essen auf Rädern in einer Ape aus, wobei sich der verbitterte Phillip ihnen anschließt, ein ehemaliger Leistungssportler, der nach einem Unfall auf den Rollstuhl angewiesen ist.
Kim beschließt, mit der Ape übers Wochenende zum Bodensee zu fahren. Sie überredet Flake mit der Aussicht, er könne dort mit Leonie reden, tatsächlich plant sie ihn als ahnungslosen Kurier einzusetzen. Ab hier ist der Film ein Roadmovie. Unterwegs ziehen sie den Zorn des nationalistischen Preppers Norbert auf sich, da sie ihm Treibstoff stehlen, geraten in die Fänge der diebischen Straßenprostituierten Eva und legen sich mit einem Rollstuhlbasketballteam an, an das sie ihr Fahrzeug verlieren, es aber anschließend wieder stehlen.
Die Übergabe des Kokains wird dadurch verkompliziert, dass sie von Norbert wieder eingefangen werden, der das Geld aus dem Handel verlangt. Dabei gerät er gemeinsam mit dem Empfänger in einen Polizeieinsatz am Übergabeort. Kim, Flake und Phillip kommen davon und trennen sich dann voneinander.
In einem kurzen Gespräch mit Leonie erkennt Flake, dass er gar nicht sie liebt, sondern sich schon längst in Kim verliebt hat, die sich bereits von ihrem Ex getrennt hat, als sie erkennt, dass er das dringende Drogengeschäft nur vorgetäuscht hat. Er holt sie mit Phillips Rollstuhl ein, und sie kommen zusammen.

## Veröffentlichung
Sommer auf drei Rädern wurde am 4. August 2022 erstmals auf Arte ausgestrahlt. Wiederholungen fanden am 4. Juni 2023 in der ARD und am 28. Dezember 2023 auf Arte statt.

## Kritiken
TV Spielfilm bewertet mit einem nach oben gestreckten Daumen: „Mit 11 PS direkt in die Zuschauerherzen.“
Rainer Tittelbach meint: „[…]Endgültig liebenswert wird der Film durch viele kleine Ideen wie jene, als Flake ganz hin und weg von Leonie ist und die Musik abrupt abbricht: Das in solchen Situationen beliebte Kratzen der Nadel über die Platte wird hier durch das Geräusch von Leonies Rucksackreißverschluss synchronisiert […]“

## Produktionsnotizen
Sommer auf drei Rädern wurde durch die Medien- und Filmgesellschaft Baden-Württemberg gefördert.